# Common data model
Common data model (CDM) は、異なるアプリケーションやデータソースでデータや情報を交換できる、標準化データモデル。関連するアプリケーションが同じデータを操作して共有できるように論理基盤を標準化することを目的とし 、様々なソースからの多様な形式のデータを標準構造に編成する方法と見なすことができる。strong information system の構成要素の一つとして説明される。

## Common data model の例

### 国境検問所
X-trans.euは、国境を越えた大容量輸送の申請・承認手続きをより迅速に行うことを目的に、バイエルン自由州（ドイツ）とオーバーエスターライヒ州（オーストリア）の間で行われた国境を越えたパイロットプロジェクト。このポータルは、承認に必要なすべての情報を含む common data model をベースにしていた。

### 気候データ
Climate Data Store Common Data Modelは、Copernicus Climate Change Service が、異なるソースやデータ供給者からの重要な気候変数を調和させるために設定した common data model である。

### 情報技術全般
サービス指向アーキテクチャの中で、 S-RAMPはヒューレット・パッカード、 IBM 、 Software AG 、 TIBCO 、Red Hat がリリースした使用であり、SOA リポジトリのための common data model と、共通ツールの使用とデータの共有を促進するための相互作用プロトコルを定義している。
Content Management Interoperability Services (CMIS) は、インターネット上で異なるコンテンツ管理システムを相互運用するためのオープンスタンダードで、バージョン管理で使用されるファイルやフォルダに common data model を提供する。
配列指向の科学データのための NetCDF ソフトウェアライブラリは、 NetCDF Java common data model と呼ばれる common data model を実装している。3 つ層からなり、リッチなセマンティクスを順次追加していくように構築されている。

### 健康
ゲノム・医療データでは、米国国立衛生研究所が設立した Observational Medical Outcomes Partnership (OMOP) 研究プログラムが、世界中のさまざまなソースからのデータを受け入れることができるレセプトや電子健康記録の common data model を作成した。
Patient-Centered Outcomes Reseach Institute が開発した PCORnet は、電子カルテや患者請求などの健康データののための common data model である。
JANUS 臨床試験データリポジトリは、 SDTM標準に基づく共通データモデルを提供し、集計データセット、患者プロファイル、リストなど、規制当局に提出する臨床データを表現する。

### ロジスティクス
SX000iは、欧州航空宇宙防衛産業協会(ASD) と米国航空宇宙産業協会(AIA) が共同で開発した仕様で、互換性と共通性を確保するための情報、ガイダンス、指示を提供する。関連する SX002D 仕様は、common data model を含む。

### Microsoft Common Data Model
Microsoft Common Data Model は、自動車、銀行、商業、教育、医療、マーケティング、販売、法律、非営利機関などのさまざまなビジネス分野で一般的に使われる概念や活動を表す。 エンティティ、属性、セマンティックメタデータ、リレーションシップを持つ多くの標準的な拡張可能データスキーマを集めた者であり、 Microsoftとそのパートナーによってメンテナンスされ、 GitHubで公開されている。Microsoft Dataverse や、さまざまなMicrosoft Power Platform、Microsoft Dynamics 365 サービスで使用されている。

### 鉄道輸送
RailTopoModelは、鉄道部門の common data model である。

### その他
このほかにも、さまざまなソースから、さまざまな用途に応じた commonn data model が発表された    。